# Gymnasium An der Stenner
Das Gymnasium An der Stenner ist neben dem Märkischen Gymnasium Iserlohn und dem Gymnasium Letmathe der Stadt Iserlohn eines von drei städtischen Gymnasien im Stadtgebiet von Iserlohn. Die Schule ist durchschnittlich vierzügig. Das Gymnasium kooperiert mit dem Märkischen Gymnasium, unter anderem mit teilweise gemeinsamen Oberstufenkursen.
Die Schule befindet sich in zentrumsnaher Lage neben der Fußgängerzone in Iserlohn Mitte. Der Schulsport findet häufiger in und an externen Einrichtungen statt. So werden die Almelohalle, eine Sporthalle in der Nähe der Schule, das Seilersee-Stadion, ein Sportplatz und das SeilerSeeBad, ein Hallen-Sportbad neben dem Seilersee-Stadion, genutzt.
Seit November 2011 ist das Gymnasium An der Stenner Europaschule.

## Geschichte
Am 22. Juni 1852 erhielt die Schulgründerin Fanny van Hees eine Konzession zur Errichtung einer Höheren Töchterschule, am 5. Juli fand erstmals Unterricht in der „Privaten Töchterschule“ statt. 1870 erfolgte die Übernahme als „Städtische Höhere Mädchenschule“ durch die Stadt Iserlohn. 1909 wurde die Schule als Lyzeum anerkannt. Sie führte nach sechs Jahren zur Reife über die Obersekunda. 1928 wurde der Ausbau zum Oberlyzeum genehmigt, in der Osterzeit 1931 bestanden die ersten 28 bürgerlichen Frauen die Reifeprüfung. Nach der Machtübernahme durch die Nationalsozialisten erlangten die Schülerinnen seit 1935 an der Oberschule für Mädchen nach acht Jahren die Hochschulreife.
Bedingt durch den Besatzungsstatus sowie durch die Entnazifizierung und Demokratisierung musste der Schulbetrieb zum 14. April 1945 vorübergehend eingestellt werden und wurde am 7. Januar 1946 wiederaufgenommen. Die Schule nannte sich bis 1965 „Mädchengymnasium und Frauenoberschule“.
1966 machte ein steigender Raumbedarf den Umzug der Schule notwendig. Zeitgleich erfolgte eine Namensänderung in „Neusprachliches Mädchengymnasium und Gymnasium für Frauenbildung“. Zwischen 1973 und 1975 wurde mit der Einführung der „Differenzierten Mittelstufe“ die Aufhebung der Typen Neusprachliches Gymnasium und Gymnasium für Frauenbildung eingeleitet. Mit der Einführung der „Differenzierten Oberstufe“ mit Grund- und Leistungskursen 1975 kamen die ersten Jungen (Klasse 11) an die Schule. Außerdem wurden erstmals Jungen in Klasse 5 angenommen, darum erfolgte die Umbenennung in „Gymnasium An der Stenner“.
Zum Schuljahr 2001/2002 konnte ein neues Schulgebäude (Haus 2, Stennerstraße 1) für den Unterricht der Sekundarstufe II eingeweiht werden. Da zwischen dem Schulgelände und dem Haus 2 eine Straße liegt, wird das Gebäude nur von Oberstufenschülern genutzt.
Schulleiter ist seit dem Schuljahr 2015/2016 Stefan Schmoldt (als Nachfolger von Heinz-Dieter Klusmann), Stellvertreter ist seit dem Schuljahr 2023/2024 Sven Torspecken (als Nachfolger von Christian Fischer).
Im Sommer 2021 begannen die Bauarbeiten für ein neues Verwaltungsgebäude.

## Statistik
| Schuljahr | Schüler | Schülerinnen | Gesamt |
| --------- | ------- | ------------ | ------ |
| 1980/81   | 755     | 225          | 980    |
| 1985/86   | 436     | 357          | 793    |
| 1990/91   | 354     | 346          | 700    |
| 1995/96   | 459     | 388          | 847    |
| 2000/01   | 488     | 420          | 908    |
| 2005/06   | …       | …            | …      |
| 2010/11   | …       | …            | 1002   |
| 2015/16   | …       | …            | 1030   |
| 2020/21   | …       | …            | 833    |

Im Schuljahr 2010/2011 wurden 1002 Schüler von ca. 60 Lehrern unterrichtet. Der Klassendurchschnitt betrug 28 Schüler pro Klassengemeinschaft in der Sekundarstufe I.
Im Schuljahr 2020/2021 wurden 833 Schüler von 76 Lehrkräften (einschließlich Referendaren) unterrichtet. Der Klassendurchschnitt betrug 29 Schüler pro Klassengemeinschaft in der Sekundarstufe I.
Es werden insgesamt ca. 1120 Wochenstunden (ohne Arbeitsgemeinschaften) erteilt. Planmäßige Kürzungen werden lediglich im Fach Kunst in der Sekundarstufe I vorgenommen. (Stand: 2021/2022, 1. Halbjahr)

## Fahrtenkonzept

### Klasse 5 – Kennenlernfahrt
Kurz nach Beginn des Schuljahres findet meist Mitte September die Kennenlernfahrt für die neuen Fünftklässler am Stenner statt. Ziel der Fahrt ist es, dass sich die neu aus verschiedenen Grundschulen zusammengewürfelten Schülern mit Spiel, Sport und Spaß „beschnuppern“ können. Neben dem Kennenlernen der Schüler steht auch das Kennenlernen der Schule, ihrer Klassenpaten und das Rahmenprogramm „Lions Quest“ auf dem Programm. So werden die Schüler unter anderem vom Chorleiter der StennerKids besucht, der den Schülern den Unterstufenchor musikalisch näher bringt, und auch durch die Schulsozialarbeiterin und Medienscouts wird präventive Arbeit für den Umgang mit digitalen Medien geleistet.

### Klasse 8 – Skifreizeit in Jochgrimm
Seit vielen Jahren fährt die gesamte Stufe 8 (bis zur Einführung des G8 Stufe 9) gemeinsam mit ihren Klassen- und Sportlehrern am letzten Tag der Weihnachtsferien für neun Tage gemeinsam nach Jochgrimm in Südtirol. Das schülergerechte Hotel liegt in knapp 2000 Metern Höhe schneesicher direkt an den Pisten, die für Anfänger und Fortgeschrittene sehr gut geeignet sind. Neben dem Erlernen von Ski- und Snowboardfahren, was auch in die Sportnote einfließt, stehen Aktivitäten wie Langlauf, ein Ausflug nach Cavalese, eine Wanderung zur Gurndin Alm mit gemeinsamem Kakao-Trinken, eine Nachtwanderung, eine Disko, Schneewettkämpfe und die Besteigung des Weißhorns auf dem Programm.

## Projekte und Arbeitsgemeinschaften

### Schulchöre

#### StennerKids
1978 gründete Musiklehrer Peter Schauß den Unterstufenchor, der Anfang der 1990er Jahre den Namen StennerKids erhielt. Mitte 2014 veröffentlichten die StennerKids ihr erstes eigenes Musikvideo zum bereits seit über zehn Jahren existierenden selbstgeschriebenen Song „Es muss was passier'n“ auf YouTube und DVD. Nach dem Eintritt von Gründer Schauß in den Ruhestand singen die StennerKids seit dem Schuljahr 2017/2018 unter Leitung von Musiklehrer Philip Lütz. Mitglied der StennerKids können Schüler der Jahrgangsstufen 5 bis 7 werden.

#### Staccato
Musiklehrerin Corinna Tenbrüggen gründete 2007 den heute 40-köpfigen Mittel- und Oberstufenchor Staccato. Das Repertoire umfasst Stücke aus den Bereichen Musical, Pop, Jazz und geistliche Musik und wird auf die verschiedenen Auftritte, wie z. B. Schulgottesdienste, Schulkonzerte oder spezielle Aufführungen wie den jährlichen Besuch im Iserlohner Altenzentrum Tersteegenhaus abgestimmt. Weiterhin findet jährlich im Herbst eine mehrtägige Exkursion in das Musikbildungszentrum Südwestfalen statt, die zum intensiven proben der Stücke und die Vorbereitung auf die kommenden Auftritte dienen soll.

### Schülerband
Die Schülerband Halz Maul und spiel, bestehend aus Baum, Yannick, Holly und Tommy, formierte sich im Frühjahr 2001 aus einer AG Band. Am 1. Oktober 2004 erschien die erste CD Greif mich mit fünf selbst geschriebenen Songs. Am 3. November 2005 wurde sie von den Zuschauern des Fernsehsenders KiKA zur besten Schülerband Deutschlands gekürt. 2007 unterschrieben sie einen Vertrag beim Major Label Universal, produzierten ein Musikvideo zur bald erscheinenden ersten Single „Immer (der Teufel scheißt)“, das auch schon bei VIVA lief. Außerdem schafften sie es, auf Platz 67 in den deutschen Singlecharts zu kommen.

### Big-Band
Auf einer mehrtägigen Exkursion des Staccato-Chors im Oktober 2019 formierte sich eine Big-Band aus mehreren Schülern und Lehrern, die hauptsächlich das Jazz-Repertoire musiziert. Seit dem ersten Auftritt auf dem Schulkonzert im November 2019 stieg die Zahl der Mitglieder, neben Schülern und Lehrern spielen auch Mitarbeiter, Ehemalige und Eltern. Aktuell sind knapp 20 musikbegeisterte Mitglieder der Schulgemeinschaft Teil der Big-Band.

### Tonstudio
Seit November 2019 verfügt das Stenner-Gymnasium über ein hauseigenes Studio im Forumsgebäude, das Ton durch das hauseigene Schulnetzwerk überall im Schulgebäude aufnehmen und auch abspielen kann. Hauptsächlich wird dieses Tonsystem in den Musikräumen verwendet. Während im Musikraum im 1. Obergeschoss des Hauptgebäudes ein Ensemble seine Töne einspielt, kann im Keller des Forumsgebäudes die Musik mitgeschnitten und bearbeitet und anschließend wieder an das Soundsystem im Musikraum zurückgespielt werden.

### Weitere
Auf einem Schulkonzert im Sommer 2004 bildete sich die Lehrerband „Bad-Noise-Teachers“, die aber mittlerweile offiziell nicht mehr existiert. Auf der Stufenfahrt der 8. Klassen nach Jochgrimm im Jahr 2015 bildete sich die Lehrerband „Mageres Brötchen“ aus drei Lehrern, die im Lauf der Zeit immer wieder neue Mitglieder gewinnen konnte. Mit Eintritt eines Gründungsmitglieds in den Ruhestand im Juli 2016 hat sich auch diese Band offiziell aufgelöst.
Außerdem verfügt die Schule über eine Blockflöten-AG, ein kleines Klassik-Ensemble, eine Trommel-AG (StennerDrums), drei Klassenorchester, eine Musikproduktions-AG und eine Event/Technik-AG.

### Zeitung und Schule (ZEUS)
Unter der Leitung der lokalen Tageszeitung Iserlohner Kreisanzeiger und Zeitung fand 2001 erstmals das Projekt ZEUS statt, an dem auch Schülerinnen und Schüler des Gymnasiums An der Stenner teilnehmen.

### Formel 1 in der Schule
Im Rahmen des internationalen Wettbewerbs Formel 1 in der Schule (englisch Formula 1 in schools) erreichte im Jahre 2014 das Team Boreas vom Gymnasium An der Stenner den dritten Platz bei der Weltmeisterschaft in Abu Dhabi.

## Schulpartnerschaften
Die Schule pflegt Kontakte zu ausländischen Schulen, besonders zu solchen, die in Partnerstädten Iserlohns ansässig sind.
- St. Canisius in Almelo (Niederlande)
- Zrinyi Ilona Gimnazium in Nyíregyháza (Ungarn)
- Shenly Brookes End School in Milton Keynes (Großbritannien)
- North West Halifax High School in Littleton, North Carolina (USA)
- Kajaanin Lyseo Lukio in Kajaanin (Finnland) (Schulpartnerschaft im Rahmen des COMENIUS-Projekts)
- Juliusz Slowacki Lizeum in Chorzów (Polen)
- Collège et Lycée Mabillon in Sedan (Frankreich)